# Las Tablas Abajo
Las Tablas Abajo è un comune (corregimiento) della Repubblica di Panama situato nel distretto di Las Tablas, provincia di Los Santos. Si estende su una superficie di 15,7 km² e conta una popolazione di 1.030 abitanti (censimento 2010).